# Maison de l'Hébrardie
La Maison de l'Hébrardie est un bâtiment situé rue Centrale, à Cajarc, en France.

## Localisation
La Maison de l'Hébrardie est située dans le département français du Lot.

## Historique
La maison de l'Hébrardie est ce qu'il reste de l'ancien palais de la famille Hébrard de Saint-Sulpice. Cette famille a été seigneur de Cajarc, Saint-Sulpice ou Saint-Cirq-Lapopie. Aymeric Hébrard de Saint-Sulpice a été évêque de Coïmbra, au Portugal, de 1279 à sa mort, en 1295. D'autres membres de sa famille ont été évêques de Coïmbra à sa suite. Antoine Hébrard de Saint-Sulpice a été évêque de Cahors (1577-1600) et abbé de Marcilhac.
Au XVIIIe siècle, le palais abandonné a servi de carrière de pierres et a en partie disparu. Il en subsiste un bâtiment rectangulaire de deux étages élevés sur sous-sol qui peut avoir servi de galerie de communication réunissant des constructions qui ont été détruites. 
La façade sur la cour est percée, au premier étage, de quatre fenêtres trilobées. L'étage inférieur possède trois fenêtres géminées datant du XIIIe siècle. La façade sur rue possède également, à l'étage, deux fenêtres géminées. 
Un cellier perpendiculaire au bâtiment se prolonge sous la cour. Il est voûté en berceau brisé renforcé par des arcs doubleaux. Sous le bâtiment se trouve une cave voûtée en berceau brisé.
Les fenêtres sur cour de l'édifice ont été classées au titre des monuments historiques le 6 mars 1924.